# Cognición vegetal
La cognición vegetal o gnosofisiología vegetal es, como su nombre indica, el estudio de las capacidades mentales y cognitivas de las plantas. Explora la idea de que las plantas son capaces de responder a estímulos del entorno y aprender de ellos a fin de incrementar sus posibilidades de supervivencia. Este terreno se ha popularizado en los últimos años y ha dado a luz multitud de investigaciones científicas sobre la inteligencia vegetal y sus confines. Algunas piezas esenciales de investigación insinúan incluso que existen plantas con estructuras físicas análogas al sistema nervioso de los animales.

## Historia
La idea de que las plantas también tienen cognición se remonta a Charles Darwin y su obra The Power of Movement in Plants, en la que él y su hijo Francis emplean una metáfora neurológica para proponer que las raíces podrían actuar como el cerebro de animales poco desarrollados, ya que reaccionan a las sensaciones para determinar la dirección de su crecimiento.
Independientemente de la validez de esta metáfora, la aplicación de conceptos y terminología neurocientífica a las plantas ha sido considerada correcta, o al menos orientativa. La comparación de Darwin entre las raíces y el cerebro ha experimentado un resurgir en la fisiología vegetal bajo la forma de la conocida como "hipótesis de la raíz-cerebro" ("root-brain hypothesis").
La neurobiología vegetal suele centrarse en el estudio de la parte fisiológica, mientras que la cognición vegetal buscaría un estudio más psicológico o ecológico, abarcando procesos como la percepción, el aprendizaje, la memoria y la consciencia de las plantas. Este marco de trabajo entraña considerables implicaciones éticas y científicas, ya que podría redefinir la barrera que tradicionalmente ha separado la consideración de las plantas y los animales.